# O Brasil da Pré-História: o mistério do Poço Azul
O Brasil da Pré-História: o mistério do Poço Azul é o título do documentário baseado nas descobertas arquelógicas efetuadas no Poço Azul, uma das atrações turísticas da Chapada Diamantina, região central do estado brasileiro da Bahia. Lançado em 2007, produzido pela Mixer, foi realizado por Tulio Schargel e Maurício Dias.
Lançado inicialmente na emissora canadense CBC Television, foi exibido em mais de cinquenta países até ser exibido no Brasil, em canal por assinatura, no ano de 2011.

## Sinopse
Na divulgação é feita a seguinte sinopse: "Em um mergulho de mapeamento de uma caverna subaquática na Chapada Diamantina, o cinegrafista Túlio Schargel descobre, nas profundezas do Poço Azul,um pedaço de um fóssil que parece ser de um animal muito grande. Depois de consultar um experiente paleontólogo, a descoberta impulsiona uma expedição semp recedentes no Brasil: uma equipe de mergulhadores e cientistas parte em busca do fóssil de um dos maiores mamíferos da pré-história do país: a preguiça-gigante."

## História
A obra "narra a aventura de uma equipe internacional de paleontólogos em busca do maior representante da fauna brasileira extinta: a preguiça gigante pré-histórica, no fundo de uma caverna subaquática, localizada na região da Chapada Diamantina, interior da Bahia" onde mais quatro mil ossos de diversas espécies extintas foram encontrados, de quarenta e cinco diferentes espécies - dos quais duas foram de preguiças terrestres ainda desconhecidas, além da ossada completa de uma preguiça-gigante.
A descoberta da primeira peça fóssil deu-se com o espeleólogo e mergulhador Tulio Schargel que, a seguir, integrou uma expedição científica que o documentário retrata, sendo integrada por uma equipe da qual fizeram parte o géologo da USP Ivo Karmann, os paleontólogos Castor Cartelle Guerra (PUC-MG), François Pujos(França) e Gerry Iuliius (Canadá) e ainda François Pujos, paleontólogo  do Instituto Francês de Estudos Andinos, de Lima.
A população de Nova Redenção, onde está a Gruta Azul, participa da obra, sendo a elas apresentadas as descobertas ali realizadas, e a importância do sítio arqueológico da cidade.
No final da obra é mencionada a chegada dos primeiros humanos às Américas, e são apresentadas pinturas rupestres.

## Premiações
O documentário recebeu os seguintes prêmios:
- Medalha de Ouro no AMIF, na França (2007)
- Golden Dragon Award, da China (2008)
- Prêmio Especial de Júri para divulgação cientifica, na Espanha (2009)